# Comuna Hîrjauca, Călărași
Comuna Hîrjauca este o comună din raionul Călărași, Republica Moldova. Este formată din satele Hîrjauca (sat-reședință), Leordoaia, Mîndra și Palanca.

## Demografie
Conform datelor recensământului din 2014, comuna are o populație de 2.505 locuitori. La recensământul din 2004 erau 2.877 de locuitori.

## Administrație și politică
Componența Consiliului local Hîrjauca (11 consilieri), ales la 5 noiembrie 2023, este următoarea:
|  | Partid                                           | Consilieri | Componență | Componență | Componență | Componență | Componență | Componență | Componență | Componență |
|  | ------------------------------------------------ | ---------- | ---------- | ---------- | ---------- | ---------- | ---------- | ---------- | ---------- | ---------- |
|  | Partidul Socialiștilor din Republica Moldova     | 8          |            |            |            |            |            |            |            |            |
|  | Partidul „Renaștere”                             | 1          |            |            |            |            |            |            |            |            |
|  | Candidat independent SNEJANA VDOVICENCO-MINCIUNA | 1          |            |            |            |            |            |            |            |            |
|  | Partidul Comuniștilor din Republica Moldova      | 1          |            |            |            |            |            |            |            |            |